# Zafrona
Zafrona là một chi ốc biển, là động vật thân mềm chân bụng sống ở biển trong họ Columbellidae.

## Các loài
Các loài trong chi Zafrona gồm có:
- Zafrona belkisae Espinosa, Ortea, Fernandez-Garcés & Moro, 2007[3]
- Zafrona decussata Lussi, 2002[4]
- Zafrona dicomata (Dall, 1889)[5]
- Zafrona diversa Espinosa, Ortea & Fernadez-Garcés, 2007[6]
- Zafrona idalina (Duclos, 1840)[7]
- Zafrona kilburni Bozzetti, 2009[8]
- Zafrona macronata Simone, 2009[9]
- Zafrona pulchella (Blainville, 1829)[10]
- Zafrona somalica Bozzetti, 2007[11]
- Zafrona taylorae Petuch, 1987[12]